# كاتي فورد
كاتي فورد (بالإنجليزية: Katie Ford)‏ هي كبيرة الإداريين التنفيذيين أمريكية، ولدت في 1955 في الولايات المتحدة.

## وصلات خارجية
- كاتي فورد على موقع IMDb (الإنجليزية)